# Al Unser Jr.'s Road to the Top
Al Unser Jr.'s Road to the Top è un videogioco di corse per Super NES  in cui ci si sfida guidando dei Go Kart., slitte mobili, IROC , e automobili della Indy.
Se si guida bene, l'ultimo sfidante sarà Al Unser, Jr. a Vancouver, British Columbia, Canada. Il Molson Indy Vancouver è una prova finale per le abilità del giocatore. È possibile praticare in ogni livello, eccetto che in quello finale. Le corse possono essere affrontate durante tutte le stagioni. Competere con le stock car della IROC permette di migliorare la propria manovrabilità quando si guidano le automobili open wheel.
La rivista statunitense dedicata GamePro  ha valutato il gioco 4/5 nel 1994 mentre il mensile d'ottobre di  VideoGames & Computer Entertainment l'ha valutato con un 60%.